# Gettysburg National Military Park
Der Gettysburg National Military Park befindet sich in Gettysburg in Pennsylvania. Die Aufgabe des Parks ist die Erhaltung der historischen Landschaft des Schlachtfelds der Schlacht von Gettysburg 1863 während des Amerikanischen Bürgerkriegs, bei der auf beiden Seiten zusammen rund 33.000 Menschen getötet oder verwundet wurden. Über 43.000 Artefakte befinden sich im Nationalparkmuseum und Besucherzentrum des Nationalparks. Heute hat der Park mehr bewaldete Flächen als 1863, sowie mehr Straßen für Touristen. Es gibt Bemühungen, den Park wieder in einen ähnlichen Zustand wie zur Zeit des Bürgerkriegs zu versetzen.

## Geschichte

### Historische Bedeutung des Gettysburg Parks
Der Bürgerkrieg war das Resultat der jahrelangen Spaltung der Nation in religiösen, ökonomischen, politischen und sozialen Belangen. Die Soldaten waren großteils Veteranen, ihre Hintergründe für die Beteiligung am Krieg waren sehr unterschiedlich (z. B. persönliche Überzeugung, Patriotismus,…). Durch die Schlacht wurden viele außenstehende Zivilisten beeinflusst, sie halfen beispielsweise den Verwundeten und begruben die Toten. Landschaftlich genutzte Flächen wurden in Schlachtfelder verwandelt. In der Gettysburg Address lenkte Präsident Abraham Lincoln die Aufmerksamkeit auf die Verluste und Schrecken des Krieges und appellierte an die neu gewonnene Freiheit, die bis heute im Gedächtnis der Amerikaner verankert ist. Die Massengräber im National Military Park erinnern an die individuellen Erfahrungen der Menschen mit dem Krieg. Die Monumente schufen eine Brücke zwischen den Bürgern und den Schlachtfeldern der amerikanischen Geschichte.

### Geschichte des Parks
Bevor der Park zu einer staatlichen Einrichtung wurde, wurde er zuerst von ansässigen Bürgern und danach vom Staat Pennsylvania betreut. 30 Jahre später kam es zu einem Wunsch der Versöhnung zwischen den Nordstaaten und den Südstaaten nach dem Amerikanischen Bürgerkrieg. 1895 machte der Kongress den Gettysburg-Park zum drittgrößten militärischen Park in Amerika. Mit dem Park wollte man die Monumente erhalten und schützen, sowie die Vegetation und die Tierwelt. Weiterhin bot der Park Gelegenheit für historische Recherchen. 1933 übernahm der National Park Service (NPS) die Führung des Parks. 1990 stellte der Kongress einige Regeln für den Park auf. Ziel war es, auf die Konsequenzen des Bürgerkriegs hinzuweisen und den Krieg in einen größeren geschichtlichen Kontext zu stellen. 1896 übernahm der Secretary of War die Leitung des Parks.

## Anlage

### Nationalparkmuseum und Besucherzentrum

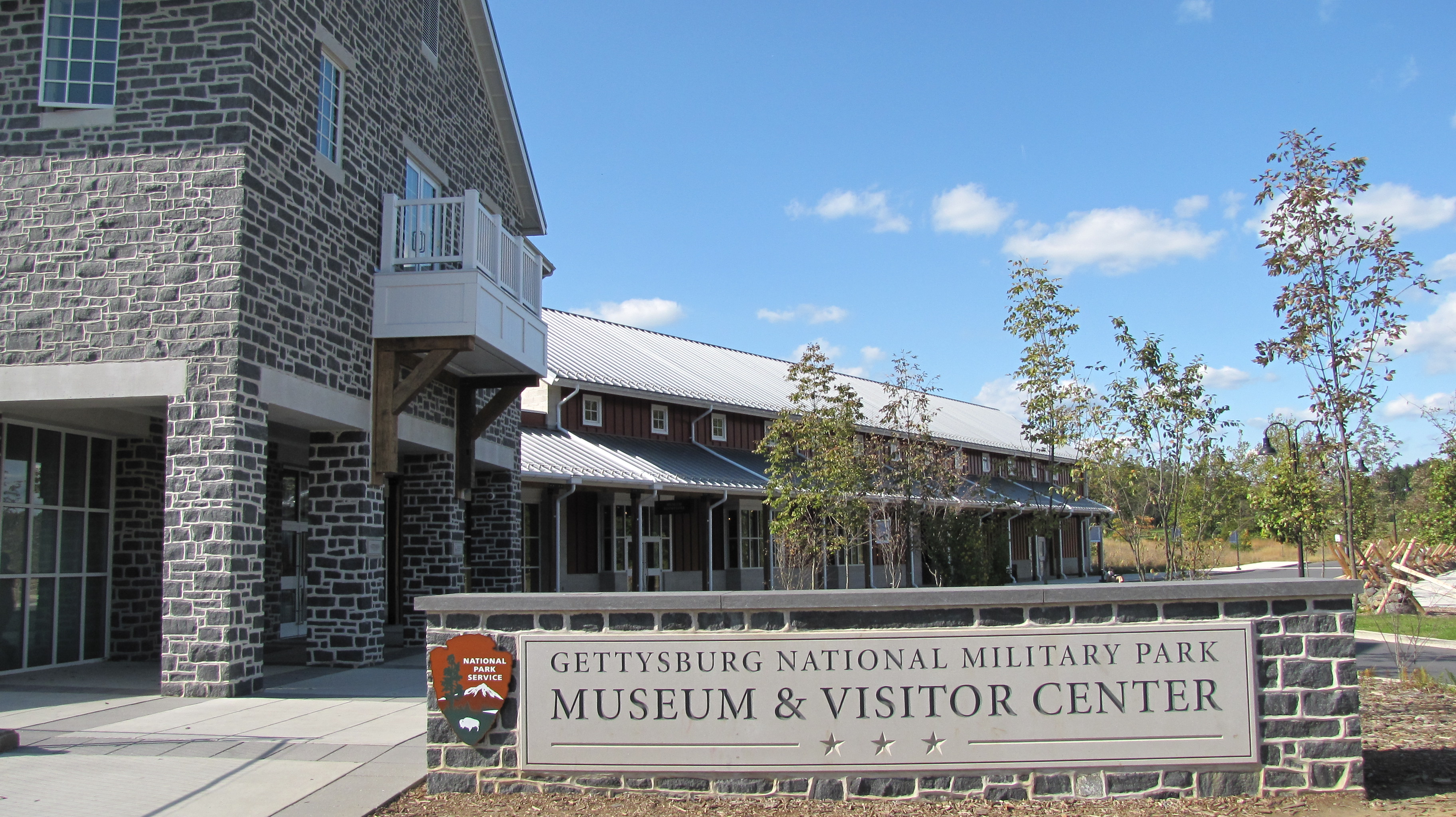
Besucherzentrum des Gettysburg National Military Park

Das Museum und das Besucherzentrum wurden 2008 in Kooperation des National Park Service und der Gettysburg Foundation gegründet. Auf 2044 m2 (22.000 sq ft) werden Relikte der Schlacht von Gettysburg und des Sezessionskrieges in Ausstellungen präsentiert und die damals handelnden Personen den Besuchern nahegebracht. Im Besucherzentrum beginnt der Besuch im Gettysburg National Military Park. Hier findet man Informationen mit den besten Tipps für eine gelungene Reise in und um Gettysburg. Außerdem kann man im Besucherzentrum den Film A New Birth of Freedom sehen, der die Geschichte der Schlacht darstellt, erzählt von Oscar-Preisträger Morgan Freeman. Die Kosten des Projektes beliefen sich auf 135 Millionen US-Dollar.

### George Rosensteel Collection
Im Gettysburg Park befindet sich die George Rosensteel Collection, welche eine der größten Sammlungen an Relikten des Sezessionskriegs ist. Die Sammlung wurde der Familie Rosensteel hinterlassen und beinhaltet unter anderem eine Vielzahl an Waffen, Uniformen und Überresten der Schlacht.

### Cyclorama

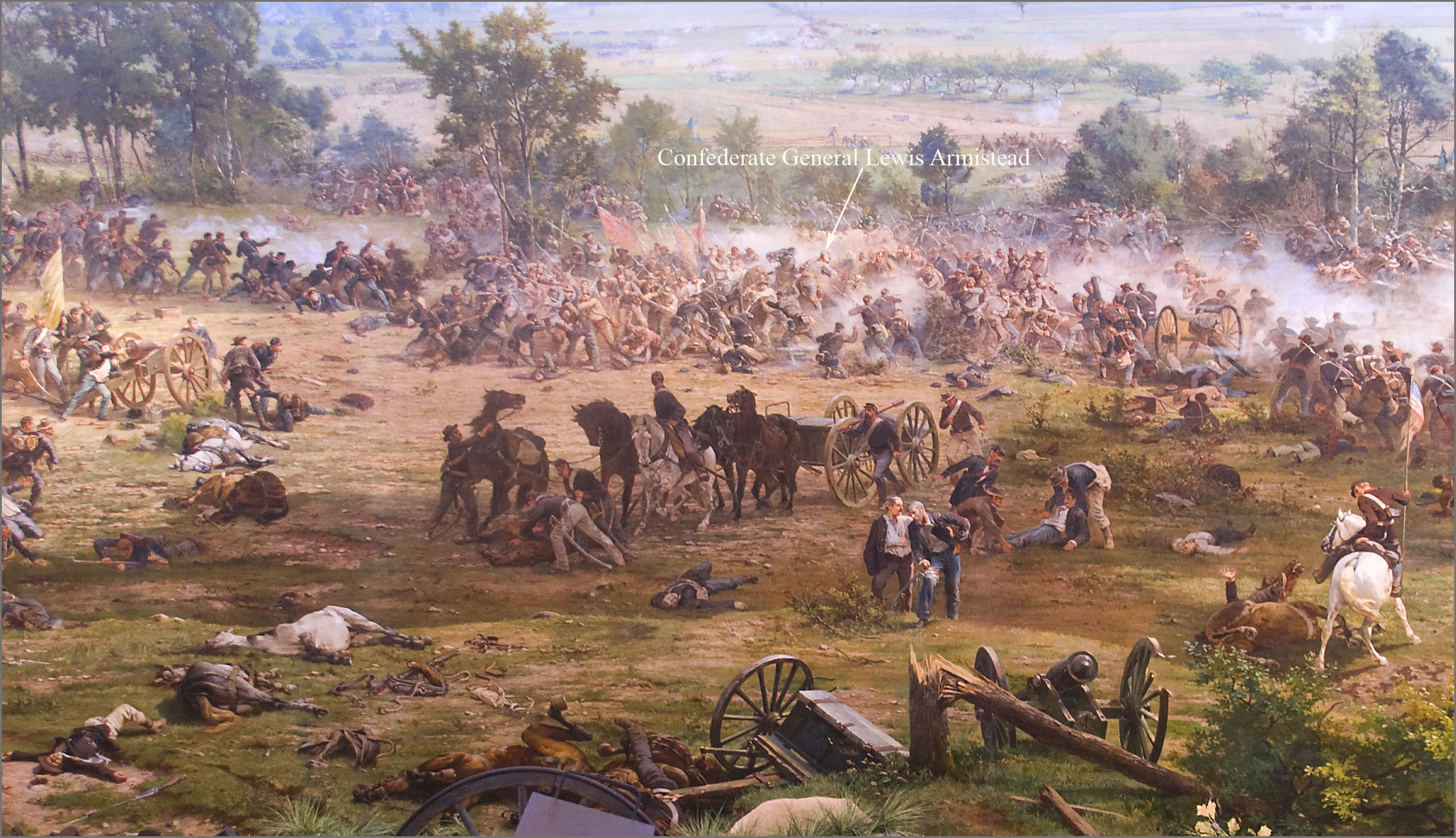
Cyclorama Painting Battle of Gettysburg

Das Cyclorama Painting, eines der ausgestellten Bilder, an dem der französische Künstler Paul Philippoteaux mit mehreren Assistenten über ein Jahr in den späten 1880ern gearbeitet hatte, zeigt die Schlacht von Gettysburg. Zu den Vorarbeiten für sein Rundgemälde, das einen Umkreis von rund 115 Metern hat und fast 13 Meter hoch ist, verbrachte Philippoteaux mehrere Monate auf dem Schlachtfeld.

### David Wills House

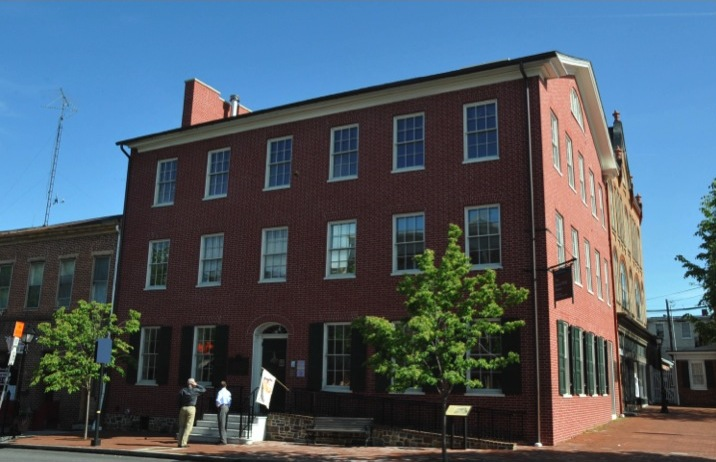
David Wills House, Gettysburg

Das David Wills House ist jenes Gebäude, in dem Abraham Lincoln   seine berühmte Gettysburg Address  fertigstellte. Der Rechtsanwalt David Wills war Besitzer des Hauses und Organisator der Einweihung des Soldatenfriedhofes, die am 19. November 1863 stattfand. Zum 200. Geburtstag von Abraham Lincoln, wurde am 12. Februar 2009 das David Wills House für die Öffentlichkeit geöffnet. In dem Museum können die Räumlichkeiten besucht werden, in denen Lincoln sich auf die Rede vorbereitete.

### Soldatenfriedhof

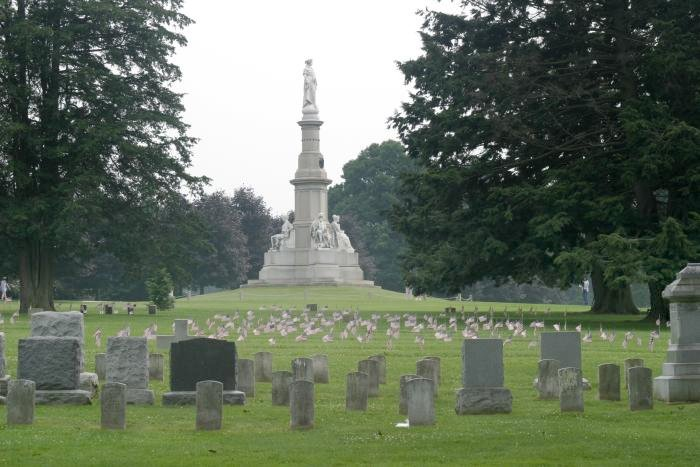
Soldatenfriedhof

Der Soldiers' National Cemetery (Nationaler Soldatenfriedhof) wurde ursprünglich von Einheimischen an jenem Ort angelegt, an dem Präsident Abraham Lincoln am 19. November 1863 seine Rede hielt. Am 25. März 1864 wurde er von der Pennsylvania General Assembly übernommen. Der Friedhof, der das ganze Jahr über geöffnet ist und dessen Grabmäler nach den US-Bundesstaaten geordnet sind, dient als letzte Ruhestätte für Soldaten, die in der Schlacht von Gettysburg gefallen sind. Heute steht er unter der Leitung des National Park Service.

### Denkmäler

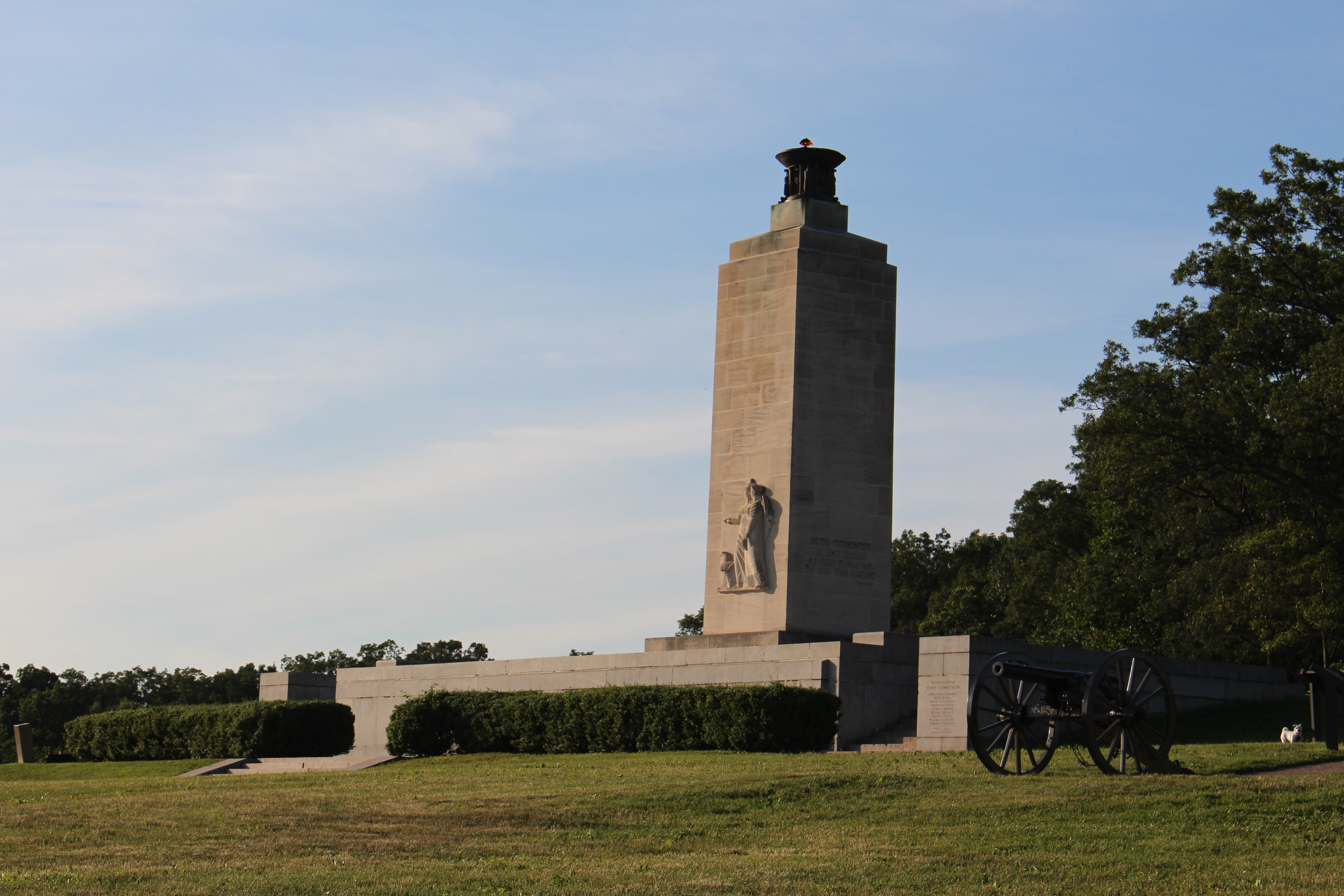
Eternal Light Peace Memorial

Sowohl das Design, als auch der Standort der rund 90 Denkmäler, die in Erinnerung an die gefallenen Soldaten erbaut wurden, mussten von der Gettysburg Battlefield Memorial Association (GBMA) genehmigt werden. Die beiden ältesten Skulpturen – das Soldiers' Cemetery Monument und das 20th Maine Infantry Monument – befinden sich auf dem Soldiers' National Cemetery und unterscheiden sich nicht nur stark in ihrer Größe und Form, sondern auch in ihrer Bedeutung. Auf Wunsch von verschiedenen Gruppen von Kriegsveteranen wurden die Denkmäler erbaut, finanziert wurden sie allerdings von der Regierung des Bundesstaates Pennsylvania. Zu den bedeutsamsten Statuen zählen das High Water Mark of the Rebellion Monument und das Eternal Light Peace Memorial, die symbolisch für die Wiedervereinigung des Landes nach dem Krieg stehen. Bei der letzten großen Gedenkfeier 1938, bei der mehr als 250.000 Menschen teilnahmen, sagte der damalige Präsident Franklin D. Roosevelt: “All of them we honor, not asking under which Flag they fought then – thankful that they stand together under one Flag now.”

## Aktivitäten und Veranstaltungen

### Living History
Das Living-History-Programm findet jedes Wochenende vom April bis zum Oktober statt, hier wird Geschichte wieder lebendig. Reenactment-Gruppen campen dort in historischen Uniformen und führen Waffen und Taktiken vor, die zur Zeit des Sezessionskriegs von den kämpfenden Armeen benutzt wurden.

### Ranger-Programm
Das Ranger-Programm bietet unterschiedliche, kostenlose und von Rangern geführte Erkundungstouren des Schlachtfeldes. Der McMillan Woods Youth Campground ist von April bis Oktober geöffnet und stellt einen Campingplatz mit Betreuung und Aktivitäten zur Verfügung. Für die Besucher des Areals wird Reiten auf verschiedensten Pfaden angeboten.

### Dedication Day
Der 19. November ist der Jahrestag der Einweihung des Soldatenfriedhofs in Gettysburg, bei der Abraham Lincoln seine berühmte Rede hielt. Der Friedhof ist inzwischen weltbekannt. Daher finden jährlich zahlreiche Events an diesem Tag, dem Dedication Day, statt.
Der Höhepunkt ist eine Militärparade in historischen Uniformen, die seit 1946 am Samstag vor dem Jahrestag abgehalten wird. Am 18. November 2017, einen Tag vor dem 154. Jahrestag der Rede Lincolns, war die Parade von Bombendrohungen überschattet und wurde unter verstärktem Polizeischutz abgehalten. Grund dafür, die Drohungen ernst zu nehmen, war die Auseinandersetzung um die Entfernung von Statuen der konföderierten Generale des Bürgerkriegs, die bei einer Demonstration in Charlottesville im August 2017 ihren Höhepunkt gefunden hatte.